# Tjockläppad multe
Tjockläppad multe (Chelon labrosus) är egentligen en subtropisk fiskart som har ökat kraftigt i Skandinavien sedan 1960-talet. 

## Utseende
Den tjockläppade multen är silverfärgad med längsgående ränder i blått eller grönt på sidorna. Överläppen är tjock och vårtig. Längden kan nå upp till ca 80 centimeter. Maxvikten är omkring 6,5 kilogram.

## Utbredning
Från Sudan norrut längs med Afrikas kust, i Medelhavet och längs västra Sydeuropas kust. Sommartid även i Nordsjön, runt Brittiska öarna och upp till Island, och in i Kattegatt. Går tillfälligtvis så långt norr som till Färöarna. Vanlig runt Danmark, södra Norge och Sveriges västkust. Tillfällig i Östersjön och vid Finland.

## Vanor
Den lever i stim i salt- och brackvatten med mjuka, beväxta bottnar. Den vistas gärna i anslutning till varmvattensutsläpp ifrån till exempel kärnkraftverk, där den, även i norra delen av sitt utbredningsområde, kan stanna kvar också vintertid.
Lektiden i Engelska kanalen är under våren och tidig sommar, men infaller tidigare söderöver. Den blir könsmogen omkring 4 års ålder. Maxåldern är omkring 25 år.
Den tjockläppade multen lever av växtdelar, alger och smådjur.

## Ekonomisk betydelse
En uppskattad matfisk som fiskas kommersiellt med drivgarn i Medelhavet och Nordsjön. Den är även en utmärkt sportfisk, av många ansedd som svår att fånga på fiskespö. Svenskt sportfiskerekord är 6,596 kilogram och längd 80 centimeter.